# Lubliniecki
Lubliniecki là một huyện thuộc tỉnh Śląskie của Ba Lan. Huyện có diện tích 822 km². Đến ngày 1 tháng 1 năm 2011, dân số của huyện là 76758 người và mật độ 93 người/km².